# Que ma terre demeure
 (avril 2021).
Si vous disposez d'ouvrages ou d'articles de référence ou si vous connaissez des sites web de qualité traitant du thème abordé ici, merci de compléter l'article en donnant les références utiles à sa vérifiabilité et en les liant à la section « Notes et références ».
Que ma terre demeure est un roman d'Hervé Jaouen publié en 2001.

## Résumé
Vers 1960 Anna, de l'assistance, a épousé Youenn, de la ferme laitière de Menez (Finistère) appartenant à son père, Tad, veuf. Ronan, frère de Youenn, est revenu de Londres pour un repas familial. Leur sœur Margrite vient aussi. Tad dit qu'il donne la ferme à Youenn et de l'argent à sa mort aux autres. Youenn meurt. Anna reprend la ferme à son nom et Margrite est odieuse. Anna prend des cours de gestion et modernise Menez. Elle revient à l'agriculture d'avant. Tad lui dit qu'elle est la fille du châtelain chez qui sa mère et lui travaillaient. Ronan revient et l'épouse. Elle a Ronan 2, conçu avec un autre avant le retour de Ronan qui le reconnaît. Tad meurt et Anna trouve une lettre de reconnaissance de paternité du châtelain ainsi que 500kF pour elle.